# Маньяк-полицейский
«Манья́к-полице́йский» (англ. Maniac Cop) — американский фильм ужасов 1988 года поджанра слэшер, снятый режиссёром Уильямом Лустигом.
В центре сюжета — противостояние убийцы-полицейского, который вернулся из мертвых, и полицейских города Нью-Йорка. Слоган картины: «Вы имеете право хранить молчание… навсегда!»
При бюджете в 1,1 миллион фильм собрал в прокате 671 382 доллара, но приобрел культовый статус. По словам Коэна, ему остались должны 250 000 долларов за работу над картиной. Неоднократно рассматривалась возможность переснять картину.

## Сюжет
Официантка подвергается нападению грабителей. Она обращается за помощью к здоровенному полицейскому, который сворачивает ей шею. Утром грабителей арестовывают. Они говорят, что девушку убил коп. Это вынуждает лейтенанта МакКрея проверить всех полицейских. Ночью маньяк убивает пьяного водителя. Его подруге удается скрыться. Молодой коп Джек Форрест собирается на ночное дежурство. Его жена начинает подозревать, что Джек и есть тот самый маньяк-полицейский. Когда Форрест уходит, жене звонит неизвестная. Жена решает проследить за Джеком, прихватив пистолет. Она видит, как Джек заходит в мотель и идет за ним и, войдя в номер, видит, как Джек занимается сексом с другой женщиной. Угрожая пистолетом, жена говорит, что знает, что Джек - маньяк, после чего покидает номер. Выйдя на улицу, её маньяк-полицейский затягивает в микроавтобус. 
Утром горничная находит труп жены Джека с перерезанным горлом. Полиция арестовывает Форреста. МакКрей считает, что Джека подставили. Он получает от Форреста сведения, что тот имел отношения с офицером Терезой Мэллори (та самая девушка, которая занималась сексом с Джеком). Тем временем сама Тереза подвергается нападению маньяка. Ей приходит на помощь детектив МакКрэй. Они стреляют маньяка практически в упор, но он не умирает даже после выстрелов в голову. Героям удается сбежать. В квартире лейтенанта Тереза говорит о романе с Форрестом. Следующий — офицер Салли Нолан. Лейтенант видит, как она разговаривает с тем самым маньяком полицейским и обращается на «Мэтт». 
Вернувшись в штаб полиции, детектив находит вырезки из газет, в которых пишется про легендарного полицейского Мэттью Корделла, которого посадили в тюрьму. Ночью полицейский-маньяк вспоминает, как его попытались убить в душевой комнате тюрьмы Синг-Синг. МакКрей и Мэллори говорят с Джеком, что Корделл мог стать настоящим убийцей и решают посетить медицинского эксперта тюрьмы. МакКрей остается в канцелярской комнате. Там на него нападает Салли в истерике и говорит, что Корделл придет и за ней. После нахождения полицейского в петле, на Салли нападает Корделл и избивает до смерти. Услышав крики, Джек и Тереза вырываются из комнаты для допросов и находят трупы офицеров, убитых Корделлом. Форрест приказывает Терезе бежать, пока он будет искать Корделла. Во время драки последний убивает МакКрэя, выбросив из окна. Джек и Тереза сбегают с места происшествия. Ребята решают нанести визит медицинскому эксперту Синг-Синга. Он говорит, что когда собирался делать вскрытие Корделлу, офицер показал слабые признаки жизни, после чего тайно выпустил Корделла на попечение Салли, и был убежден, что мозг Корделла практически мертв. 
Во время парада в честь Дня Святого Патрика Джек остается ждать Терезу. Она говорит капитану Рипли и комиссару Пайку о Корделле, однако они все не верят ей и арестовывают. Мэтт Корделл убивает комиссара, капитана и полицейского, который уводил Мэллори в камеру. Тереза пытается спастись от маньяка, выбежав через окно. В это время полицейские арестовывают Форреста и сажают в полицейский микроавтобус, который угоняет Корделл. Тереза и другой коп преследуют микроавтобус, который следует на склад. На пути к складу Мэтт Корделл сбивает копа-сторожа. Корделл нападает на Джека и Терезу, но ему мешает другой полицейский, которого убивает Мэтт. Затем маньяк пытается уйти на фургоне, но вместе с ним едет Форрест и два «героя» начинают биться за руль. Форрест отвлекает Корделла от вождения и он едет к подвесной трубе, которая насквозь пронзает Корделла и он с Форрестом падает в море. Затем приезжает полиция и спецназ. Они достают с помощью крана фургон, но никого там нет. Затем показывают как рука Мэтта Корделла вылезает из воды.

## В ролях
- Том Аткинс — Фрэнк МакКрэй
- Брюс Кэмпбелл — Джек Форрест
- Лорен Лэндон — Тереза Маллой
- Ричард Раундтри — Комиссар Пайк
- Уильям Смит — Капитан Рипли
- Роберт З’Дар — Мэтт Корделл
- Шери Норт — Салли Нолан
- Мики Сакаи — Кикио Корделл

## Наследие

### Сиквелы
В дальнейшем фильм получил два продолжения — «Маньяк-полицейский 2» (1990) и «Маньяк-полицейский 3: Знак молчания» (1993).

### Ремейк
В августе 2017 года появилась информация, что в работе находится ремейк фильма. В ноябре 2018 года стало известно, что ремейк всё ещё разрабатывается и будет иметь совершенно другой тон, чем оригинальный фильм. Позднее производство ремейка прекратили.

### Сериал
В октябре 2019 года Deadline сообщил, что HBO и Canal+ снимут сериал «Маньяк-полицейский», исполнительным продюсером которого выступит Николас Виндинг Рефн, через свою продюсерскую компанию NWR Originals, а Джон Хайамс, помимо исполнительного продюсирования, срежиссирует пилотный эпизод.